# Țuțulești, Argeș
Țuțulești este un sat în comuna Suseni din județul Argeș, Muntenia, România.